# Clos des Trams (Avignon)
À la fin du XVIIIe siècle, les anciennes emprises d'établissements religieux peu construites au sortir de la place Saint Lazare, au nord-est d’Avignon, sont appelés des clos. L'un de ces clos, le clos Saint-Verran est choisi pour recevoir les installations de la Compagnie des tramways électriques d'Avignon et deviendra par l'usage le Clos des Trams.

## Histoire
À la fin du XVIIIe siècle, le nord-est d’Avignon dans l'axe nord de la place Saint-Lazare est encore largement en friche. La route royale en direction de Sorgues, future route nationale 7, qui sera ultérieurement empruntée par la ligne 6 de l'ancien tramway d'Avignon, traverse le clos Saint-Véran. Au milieu du XIXe siècle, cette zone voit l'arrivée de l'infrastructure du remblai de la voie ferrée (axe PLM), puis l'installation d'une usine de production électrique de la compagnie Sud électrique qui introduira l'énergie électrique dans la cité des papes.
Lorsque le projet de tramway est lancé, la présence de la centrale électrique de Sud électrique incite les promoteurs du projet à choisir le clos Saint-Véran pour construire le dépôt des trams, les ateliers et le bâtiment de direction. Le 4 janvier 1896, les terrains sont donc achetés à Marie-Thérèse Soulier et Jules, vicomte de Sinety. Les deux vendeurs sont de l’entourage du maire qui est lui-même très impliqué dans le lancement du projet de tramway. Divers scandales entoureront ces opérations immobilières, notamment le rachat de terrains à des amis d'un directeur de la compagnie pour agrandir le dépôt.

### Transformations de la friche industrielle
Propriété d'EDF jusqu'au milieu des années 2000, le Clos des Trams fait l'objet de diverses propositions de constructions de logements. La friche industrielle disparaît au profit de résidences. 114 logements en cours de construction sont accompagnés d'un projet de résidence étudiante de 90 appartements sur une surface de 3 275 m2.